# Florencio Roselló Avellanas
Florencio Roselló Avellanas O. de M. (Alcorisa, 10 de janeiro de 1962) é um prelado espanhol da Igreja Católica afiliado à Ordem de Nossa Senhora das Mercês, arcebispo da Arquidiocese de Pamplona e Tudela.

## Biografia
Entrou no Seminário de Reus em 22 de setembro de 1973, tornou-se noviço na Ordem de Nossa Senhora das Mercês e, no Mosteiro de Santa María del Olivar, emitiu a profissão em 10 de agosto de 1979 e fez a primeira profissão religiosa em 15 de agosto de 1980 e em 1981 mudou-se para o Mosteiro de El Puig, onde continuou os estudos eclesiásticos de filosofia e teologia. Frequentou os primeiros quatro cursos na Faculdade de Teologia dos Dominicanos San Vicente Ferrer e o último ano na Faculdade de Teologia San Pacià da Catalunha em Barcelona, obtendo a licenciatura em estudos eclesiásticos. Durante este período ele também estudou teoria musical e piano..
Emitiu seus votos perpétuos em 7 de dezembro de 1985 no Seminário menor dos Mercedários de Reus, recebeu a ordenação diaconal em 21 de dezembro do mesmo ano na Basílica de la Merced de Barcelona do bispo auxiliar de Barcelona, Dom Ramón Daumal Serra e a ordenação presbiteral em 24 de agosto de 1986, em sua cidade natal, de Dom Antonio Ángel Algora Hernando, bispo de Teruel e Albarracín.
No mesmo ano frequentou o primeiro curso de serviço social na Escola Universitária de Serviço Social de Valência..
Teve os seguintes encargos: vigário paroquial de Nuestra Señora del Puig, Valência (1986); capelão da prisão de Castellón (1987-1994); capelão do presídio de Alicante e delegado da Pastoral Penitenciária da Diocese de Orihuela-Alicante (1994-2003); superior da Comunidade de Elche, Alicante (1997-2003); conselheiro provincial (2000-2003); superior provincial (2003-2015). Desde 2015 até 2023, foi superior da Comunidade de Castellón, capelão do Presídio de Castellón e diretor do Departamento de Pastoral Penitenciária da Conferência Episcopal Espanhola.
O Papa Francisco o nomeou como arcebispo de Pamplona e Tudela em 9 de novembro de 2023. Recebeu a ordenação episcopal em 27 de janeiro de 2024, na Catedral de Pamplona, de Dom Juan José Omella Omella, cardeal arcebispo de Barcelona, coadjuvado por Dom Francisco Pérez González, seu antecessor e por Dom Casimiro López Llorente, bispo de Segorbe-Castellón.